# Liste von Säbeln gemäß den Kennblättern fremden Geräts D 50/1

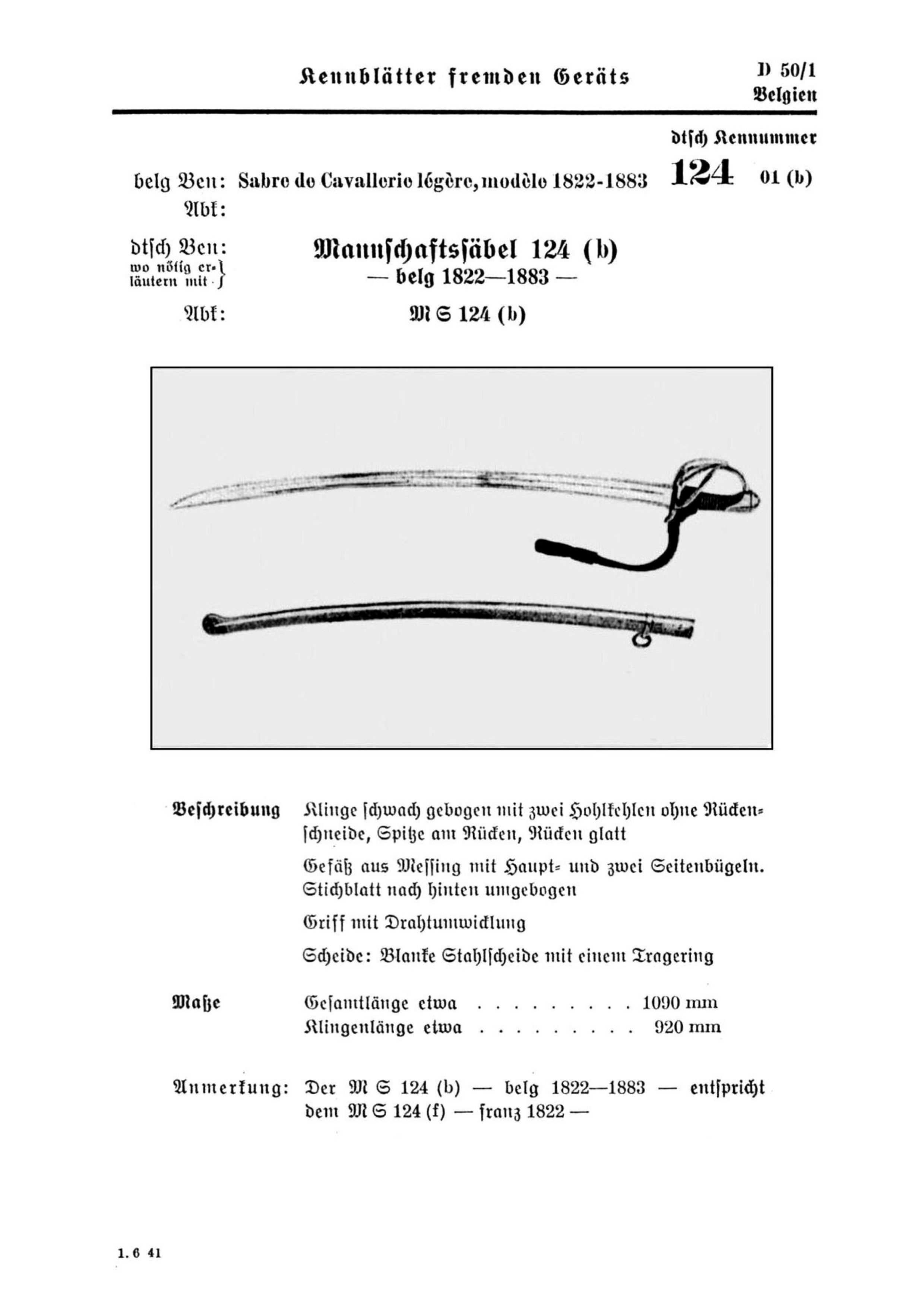
Kennblattbeispiel zu
D50/1 Nr 124 01 (b)

In dieser Liste von Säbeln aus „Kennblätter fremden Geräts D 50/1“ werden Fremdgeräte vom Typ Säbel aufgeführt, die vom Heereswaffenamt verzeichnet wurden.
Nachfolgend ein Überblick/Auszug zur offiziellen Dokumentation Kennblätter fremden Geräts D 50/1: Handwaffen.

## Hinweise zur Liste
Aufbau der Tabelle
Untenstehende Tabelle führt folgenden Spalteninhalte:
- dtsch. Kennnr. (deutsche Kenn-Nummer), dies entspricht dem Originalindex in den Kopfzeilen der Kennblätter mit Kennnummer, Stoffgebietenummer und Beutezeichen.
- Abk. dtsch. Ben. (Abkürzung deutsche Benennung), Originalbezeichnung entnommen aus der fünften Zeile der Kennblätter.
- Landesbez. nach HWA (Heereswaffenamt), Originalangaben entnommen aus der ersten Zeile der Kennblätter.
- (Wikipedia-Artikel) Link zum Wikipedia-Artikel in runden Klammern in der zweiten Zeile unter Landesbez. nach HWA.
- Bild, eine Bildauswahl aus Wikipedia für dieses Objekt.
- Bemerkungen, Originalangaben entnommen aus den erweiterten Angaben der Kennblätter.

 Info: Die in der Tabelle angegebenen Originaleinträge sollen nicht geändert werden, weil diese den Angaben aus den Kennblättern entsprechen. Nach neuerem Forschungsstand sind teilweise Errata in den Kennblättern erkannt worden. Diese werden unten im Abschnitt Anmerkungen jeweils zur Kenn-Nummer erläutert. Die Wikilinks in den runden Klammern sollten das Lemma der entsprechenden Artikel in Wikipedia enthalten.
| dtsch. Kennnr. | Abk. dtsch. Ben. | Landesbez.nach HWA (Wikipedia-Artikel)                            | Bild         | Bemerkungen                             |
| -------------- | ---------------- | ----------------------------------------------------------------- | ------------ | --------------------------------------- |
| 121 01 (h)     | M. S. 121 (h)    | Korte Sabel (Klewang (kurzer, niederländischer Mannschaftssäbel)) |              | Mannschafts-Säbel                       |
| 121 01 (n)     | O. S. 121 (n)    | Sabel m/90 (Offiserssabel M/1890)                                 | Bilderwunsch | Offizier-Säbel                          |
| 122 01 (h)     | U. S. 122 (h)    | Lange Sabel (Officierssabel M1876)                                |              |                                         |
| 122 01 (n)     | U. S. 122 (n)    | Sabel m/92 (Underoffiserssabel M/1892)                            |              | Unteroffizier-Säbel                     |
| 123 01 (n)     | M. S. 123 (n)    | Sabel m/88 (Kavalerisabel Krag M1888)                             |              | Mannschafts-Säbel                       |
| 124 01 (b)     | M. S. 124 (b)    | Sabre de cavallerie légère, modèle 1822–1883                      |              | Mannschafts-Säbel entspricht 124 01 (f) |
| 124 01 (f)     | M. S. 124 (f)    | Sabre de Cavallerie légère Mle 1822                               |              | Mannschafts-Säbel entspricht 124 01 (b) |
| 125 01 (b)     | M. S. 125 (b)    | Sabre 1852–1920 (Sabre M1852)                                     |              | Mannschaft-Säbel                        |
| 126 01 (j)     | O. S. 126 (j)    | in D 50/1 keine Angabe (Sablja oficira SHS M.1920)                | Bilderwunsch | Offizier-Säbel                          |
| 127 01 (j)     | M. S. 127 (j)    | in D 50/1 keine Angabe                                            |              | Mannschafts-Säbel                       |